# Lijst van olympische medaillewinnaars freestyleskiën
Freestyleskiën is een van de sporten die op de Olympische Winterspelen worden beoefend. Deze pagina geeft de lijst van olympische medaillewinnaars in deze sport.

## Mannen

### Aerials
| Editie | Goud | Goud                 | Zilver | Zilver              | Brons | Brons            |
| ------ | ---- | -------------------- | ------ | ------------------- | ----- | ---------------- |
| 1994   | SUI  | Andreas Schönbächler | CAN    | Philippe LaRoche    | CAN   | Lloyd Langlois   |
| 1998   | USA  | Eric Bergoust        | FRA    | Sébastien Foucras   | BLR   | Dmitri Dasjinski |
| 2002   | CZE  | Aleš Valenta         | USA    | Joe Pack            | BLR   | Aleksej Grisjin  |
| 2006   | CHN  | Han Xiaopeng         | BLR    | Dmitri Dasjinski    | RUS   | Vladimir Lebedev |
| 2010   | BLR  | Aleksej Grisjin      | USA    | Jeret Peterson      | CHN   | Liu Zhongqing    |
| 2014   | BLR  | Anton Koesjnir       | AUS    | David Morris        | CHN   | Jia Zongyang     |
| 2018   | UKR  | Oleksandr Abramenko  | CHN    | Jia Zongyang        | OAR   | Ilja Boerov      |
| 2022   | CHN  | Qi Guangpu           | UKR    | Oleksandr Abramenko | ROC   | Ilja Boerov      |

| Land   | Goud | Zilver | Brons | Tot. |
| ------ | ---- | ------ | ----- | ---- |
| BLR    | 2    | 1      | 2     | 5    |
| CHN    | 2    | 1      | 2     | 5    |
| USA    | 1    | 2      | 0     | 3    |
| UKR    | 1    | 0      | 1     | 2    |
| CZE    | 1    | 0      | 0     | 1    |
| SUI    | 1    | 0      | 0     | 1    |
| CAN    | 0    | 1      | 1     | 2    |
| AUS    | 0    | 1      | 0     | 1    |
| FRA    | 0    | 1      | 0     | 1    |
| OAR    | 0    | 0      | 1     | 1    |
| ROC    | 0    | 0      | 1     | 1    |
| RUS    | 0    | 0      | 1     | 1    |
| Totaal | 8    | 8      | 8     | 24   |

Meervoudige medaillewinnaars
| Succesvolste                                    | Meervoudige                                                   |
| ----------------------------------------------- | ------------------------------------------------------------- |
| 1-1-0 Oleksandr Abramenko 1-0-1 Aleksej Grisjin | 0-1-1 Dmitri Dasjinski 0-1-1 Jia Zongyang 0-0-2 / Ilja Boerov |

### Big air
| Editie | Goud | Goud      | Zilver | Zilver          | Brons | Brons          |
| ------ | ---- | --------- | ------ | --------------- | ----- | -------------- |
| 2022   | NOR  | Birk Ruud | USA    | Colby Stevenson | SWE   | Henrik Harlaut |

| Land   | Goud | Zilver | Brons | Tot. |
| ------ | ---- | ------ | ----- | ---- |
| NOR    | 1    | 0      | 0     | 1    |
| USA    | 0    | 1      | 0     | 1    |
| SWE    | 0    | 0      | 1     | 1    |
| Totaal | 1    | 1      | 1     | 3    |

### Halfpipe
| Editie | Goud | Goud          | Zilver | Zilver         | Brons | Brons         |
| ------ | ---- | ------------- | ------ | -------------- | ----- | ------------- |
| 2014   | USA  | David Wise    | CAN    | Micheal Riddle | FRA   | Kevin Rolland |
| 2018   | USA  | David Wise    | USA    | Alex Ferreira  | NZL   | Nico Porteous |
| 2022   | NZL  | Nico Porteous | USA    | David Wise     | USA   | Alex Ferreira |

| Land   | Goud | Zilver | Brons | Tot. |
| ------ | ---- | ------ | ----- | ---- |
| USA    | 2    | 2      | 1     | 5    |
| NZL    | 1    | 0      | 1     | 1    |
| CAN    | 0    | 1      | 0     | 1    |
| FRA    | 0    | 0      | 1     | 1    |
| Totaal | 3    | 3      | 3     | 9    |

Meervoudige medaillewinnaars
| Succesvolste                         | Meervoudige         |
| ------------------------------------ | ------------------- |
| 2-1-0 David Wise 1-0-1 Nico Porteous | 0-1-1 Alex Ferreira |

### Moguls
| Editie | Goud | Goud               | Zilver | Zilver             | Brons | Brons                 |
| ------ | ---- | ------------------ | ------ | ------------------ | ----- | --------------------- |
| 1992   | FRA  | Edgar Grospiron    | FRA    | Olivier Allamand   | USA   | Nelson Carmichael     |
| 1994   | CAN  | Jean-Luc Brassard  | RUS    | Sergej Sjoepletsov | FRA   | Edgar Grospiron       |
| 1998   | USA  | Jonny Moseley      | FIN    | Janne Lahtela      | FIN   | Sami Mustonen         |
| 2002   | FIN  | Janne Lahtela      | USA    | Travis Mayer       | FRA   | Richard Gay           |
| 2006   | AUS  | Dale Begg-Smith    | FIN    | Mikko Ronkainen    | USA   | Toby Dawson           |
| 2010   | CAN  | Alexandre Bilodeau | AUS    | Dale Begg-Smith    | USA   | Bryon Wilson          |
| 2014   | CAN  | Alexandre Bilodeau | CAN    | Mikaël Kingsbury   | RUS   | Aleksandr Smysjljajev |
| 2018   | CAN  | Mikaël Kingsbury   | AUS    | Matt Graham        | JPN   | Daichi Hara           |
| 2022   | SWE  | Walter Wallberg    | CAN    | Mikaël Kingsbury   | JPN   | Ikuma Horishima       |

| Land   | Goud | Zilver | Brons | Tot. |
| ------ | ---- | ------ | ----- | ---- |
| CAN    | 4    | 2      | 0     | 6    |
| FIN    | 1    | 2      | 1     | 4    |
| AUS    | 1    | 2      | 0     | 3    |
| USA    | 1    | 1      | 3     | 5    |
| FRA    | 1    | 1      | 2     | 4    |
| SWE    | 1    | 0      | 0     | 1    |
| RUS    | 0    | 1      | 1     | 2    |
| JPN    | 0    | 0      | 2     | 2    |
| Totaal | 9    | 9      | 9     | 27   |

Meervoudige medaillewinnaars
| Succesvolste | Meervoudige |
| --- | ----------- |
| 2-0-0 Alexandre Bilodeau 1-2-0 Mikaël Kingsbury 1-1-0 Janne Lahtela 1-1-0 Dale Begg-Smith 1-0-1 Edgar Grospiron |             |

### Skicross
| Editie | Goud | Goud                  | Zilver | Zilver             | Brons | Brons          |
| ------ | ---- | --------------------- | ------ | ------------------ | ----- | -------------- |
| 2010   | SUI  | Michael Schmid        | AUT    | Andreas Matt       | NOR   | Audun Grønvold |
| 2014   | FRA  | Jean-Frédéric Chapuis | FRA    | Arnaud Bovolenta   | FRA   | Jonathan Midol |
| 2018   | CAN  | Brady Leman           | SUI    | Marc Bischofberger | OAR   | Sergej Ridzik  |
| 2022   | SUI  | Ryan Regez            | SUI    | Alex Fiva          | ROC   | Sergej Ridzik  |

| Land   | Goud | Zilver | Brons | Tot. |
| ------ | ---- | ------ | ----- | ---- |
| SUI    | 2    | 2      | 0     | 4    |
| FRA    | 1    | 1      | 1     | 3    |
| CAN    | 1    | 0      | 0     | 1    |
| AUT    | 0    | 1      | 0     | 1    |
| NOR    | 0    | 0      | 1     | 1    |
| OAR    | 0    | 0      | 1     | 1    |
| ROC    | 0    | 0      | 1     | 1    |
| Totaal | 4    | 4      | 4     | 12   |

Meervoudige medaillewinnaars
| Succesvolste | Meervoudige           |
| ------------ | --------------------- |
|              | 0-0-2 / Sergej Ridzik |

### Slopestyle
| Editie | Goud | Goud             | Zilver | Zilver        | Brons | Brons                  |
| ------ | ---- | ---------------- | ------ | ------------- | ----- | ---------------------- |
| 2014   | USA  | Joss Christensen | USA    | Gus Kenworthy | USA   | Nick Goepper           |
| 2018   | NOR  | Øystein Bråten   | USA    | Nick Goepper  | CAN   | Alex Beaulieu-Marchand |
| 2022   | USA  | Alexander Hall   | USA    | Nick Goepper  | SWE   | Jesper Tjäder          |

| Land   | Goud | Zilver | Brons | Tot. |
| ------ | ---- | ------ | ----- | ---- |
| USA    | 2    | 3      | 1     | 6    |
| NOR    | 1    | 0      | 0     | 1    |
| CAN    | 0    | 0      | 1     | 1    |
| SWE    | 0    | 0      | 1     | 1    |
| Totaal | 3    | 3      | 3     | 9    |

Meervoudige medaillewinnaars
| Succesvolste | Meervoudige        |
| ------------ | ------------------ |
|              | 0-2-1 Nick Goepper |

## Vrouwen

### Aerials
| Editie | Goud | Goud             | Zilver | Zilver           | Brons | Brons             |
| ------ | ---- | ---------------- | ------ | ---------------- | ----- | ----------------- |
| 1994   | UZB  | Lina Tsjerjazova | SWE    | Marie Lindgren   | NOR   | Hilde Synnøve Lid |
| 1998   | USA  | Nikki Stone      | CHN    | Xu Nannan        | SUI   | Colette Brand     |
| 2002   | AUS  | Alisa Camplin    | CAN    | Veronica Brenner | CAN   | Deidra Dionne     |
| 2006   | SUI  | Evelyne Leu      | CHN    | Li Nina          | AUS   | Alisa Camplin     |
| 2010   | AUS  | Lydia Lassila    | CHN    | Li Nina          | CHN   | Guo Xinxin        |
| 2014   | BLR  | Alla Tsoeper     | CHN    | Xu Mengtao       | AUS   | Lydia Lassila     |
| 2018   | BLR  | Hanna Hoeskova   | CHN    | Zhang Xin        | CHN   | Kong Fanyu        |
| 2022   | CHN  | Xu Mengtao       | BLR    | Hanna Hoeskova   | USA   | Megan Nick        |

| Land   | Goud | Zilver | Brons | Tot. |
| ------ | ---- | ------ | ----- | ---- |
| AUS    | 2    | 0      | 2     | 4    |
| BLR    | 2    | 1      | 0     | 3    |
| CHN    | 1    | 5      | 2     | 8    |
| SUI    | 1    | 0      | 1     | 2    |
| USA    | 1    | 0      | 1     | 2    |
| UZB    | 1    | 0      | 0     | 1    |
| CAN    | 0    | 1      | 1     | 2    |
| SWE    | 0    | 1      | 0     | 1    |
| NOR    | 0    | 0      | 1     | 1    |
| Totaal | 8    | 8      | 8     | 24   |

Meervoudige medaillewinnaars
| Succesvolste                                                                  | Meervoudige   |
| ----------------------------------------------------------------------------- | ------------- |
| 1-1-0 Hanna Hoeskova 1-1-0 Xu Mengtao 1-0-1 Alisa Camplin 1-0-1 Lydia Lassila | 0-2-0 Li Nina |

### Big air
| Editie | Goud | Goud      | Zilver | Zilver      | Brons | Brons            |
| ------ | ---- | --------- | ------ | ----------- | ----- | ---------------- |
| 2022   | CHN  | Eileen Gu | FRA    | Tess Ledeux | SUI   | Mathilde Gremaud |

| Land   | Goud | Zilver | Brons | Tot. |
| ------ | ---- | ------ | ----- | ---- |
| CHN    | 1    | 0      | 0     | 1    |
| FRA    | 0    | 1      | 0     | 1    |
| SUI    | 0    | 0      | 1     | 1    |
| Totaal | 1    | 1      | 1     | 3    |

### Halfpipe
| Editie | Goud | Goud          | Zilver | Zilver         | Brons | Brons           |
| ------ | ---- | ------------- | ------ | -------------- | ----- | --------------- |
| 2014   | USA  | Maddie Bowman | FRA    | Marie Martinod | JPN   | Ayana Onozuka   |
| 2018   | CAN  | Cassie Sharpe | FRA    | Marie Martinod | USA   | Brita Sigourney |
| 2022   | CHN  | Eileen Gu     | CAN    | Cassie Sharpe  | CAN   | Rachael Karker  |

| Land   | Goud | Zilver | Brons | Tot. |
| ------ | ---- | ------ | ----- | ---- |
| CAN    | 1    | 1      | 1     | 3    |
| USA    | 1    | 0      | 1     | 2    |
| CHN    | 1    | 0      | 0     | 1    |
| FRA    | 0    | 2      | 0     | 2    |
| JPN    | 0    | 0      | 1     | 1    |
| Totaal | 3    | 3      | 3     | 9    |

Meervoudige medaillewinnaars
| Succesvolste        | Meervoudige          |
| ------------------- | -------------------- |
| 1-1-0 Cassie Sharpe | 0-2-0 Marie Martinod |

### Moguls
| Editie | Goud | Goud                    | Zilver | Zilver                  | Brons | Brons                   |
| ------ | ---- | ----------------------- | ------ | ----------------------- | ----- | ----------------------- |
| 1992   | USA  | Donna Weinbrecht        | EUN    | Jelizaveta Kozjevnikova | NOR   | Stine Lise Hattestad    |
| 1994   | NOR  | Stine Lise Hattestad    | USA    | Elizabeth McIntyre      | RUS   | Jelizaveta Kozjevnikova |
| 1998   | JPN  | Tae Satoya              | GER    | Tatjana Mittermayer     | NOR   | Kari Traa               |
| 2002   | NOR  | Kari Traa               | USA    | Shannon Bahrke          | JPN   | Tae Satoya              |
| 2006   | CAN  | Jennifer Heil           | NOR    | Kari Traa               | FRA   | Sandra Laoura           |
| 2010   | USA  | Hannah Kearney          | CAN    | Jennifer Heil           | USA   | Shannon Bahrke          |
| 2014   | CAN  | Justine Dufour-Lapointe | CAN    | Chloé Dufour-Lapointe   | USA   | Hannah Kearney          |
| 2018   | FRA  | Perrine Laffont         | CAN    | Justine Dufour-Lapointe | KAZ   | Joelia Galysjeva        |
| 2022   | AUS  | Jakara Anthony          | USA    | Jaelin Kauf             | ROC   | Anastasia Smirnova      |

| Land   | Goud | Zilver | Brons | Tot. |
| ------ | ---- | ------ | ----- | ---- |
| USA    | 2    | 3      | 2     | 7    |
| CAN    | 2    | 3      | 0     | 5    |
| NOR    | 2    | 1      | 2     | 5    |
| FRA    | 1    | 0      | 1     | 2    |
| JPN    | 1    | 0      | 1     | 2    |
| AUS    | 1    | 0      | 0     | 1    |
| GER    | 0    | 1      | 0     | 1    |
| EUN    | 0    | 1      | 0     | 1    |
| KAZ    | 0    | 0      | 1     | 1    |
| RUS    | 0    | 0      | 1     | 1    |
| ROC    | 0    | 0      | 1     | 1    |
| Totaal | 9    | 9      | 9     | 27   |

Meervoudige medaillewinnaars
| Succesvolste | Meervoudige                                        |
| --- | -------------------------------------------------- |
| 1-1-1 Kari Traa 1-1-0 Jennifer Heil 1-1-0 Justine Dufour-Lapointe 1-0-1 Stine Lise Hattestad 1-0-1 Tae Satoya 1-0-1 Hannah Kearney | 0-1-1 Jelizaveta Kozjevnikova 0-1-1 Shannon Bahrke |

### Skicross
| Editie | Goud | Goud              | Zilver | Zilver            | Brons | Brons            |
| ------ | ---- | ----------------- | ------ | ----------------- | ----- | ---------------- |
| 2010   | CAN  | Ashleigh McIvor   | NOR    | Hedda Berntsen    | FRA   | Marion Josserand |
| 2014   | CAN  | Marielle Thompson | CAN    | Kelsey Serwa      | SWE   | Anna Holmlund    |
| 2018   | CAN  | Kelsey Serwa      | CAN    | Brittany Phelan   | SUI   | Fanny Smith      |
| 2022   | SWE  | Sandra Näslund    | CAN    | Marielle Thompson | SUI   | Fanny Smith      |

| Land   | Goud | Zilver | Brons | Tot. |
| ------ | ---- | ------ | ----- | ---- |
| CAN    | 3    | 3      | 0     | 6    |
| SWE    | 1    | 0      | 1     | 2    |
| NOR    | 0    | 1      | 0     | 1    |
| SUI    | 0    | 0      | 2     | 2    |
| FRA    | 0    | 0      | 1     | 1    |
| Totaal | 4    | 4      | 4     | 12   |

Meervoudige medaillewinnaars
| Succesvolste                               | Meervoudige       |
| ------------------------------------------ | ----------------- |
| 1-1-0 Kelsey Serwa 1-1-0 Marielle Thompson | 0-0-2 Fanny Smith |

### Slopestyle
| Editie | Goud | Goud             | Zilver | Zilver           | Brons | Brons         |
| ------ | ---- | ---------------- | ------ | ---------------- | ----- | ------------- |
| 2014   | CAN  | Dara Howell      | USA    | Devin Logan      | CAN   | Kim Lamarre   |
| 2018   | SUI  | Sarah Höfflin    | SUI    | Mathilde Gremaud | GBR   | Isabel Atkin  |
| 2022   | SUI  | Mathilde Gremaud | CHN    | Eileen Gu        | EST   | Kelly Sildaru |

| Land   | Goud | Zilver | Brons | Tot. |
| ------ | ---- | ------ | ----- | ---- |
| SUI    | 2    | 1      | 0     | 3    |
| CAN    | 1    | 0      | 1     | 2    |
| CHN    | 0    | 1      | 0     | 1    |
| USA    | 0    | 1      | 0     | 1    |
| EST    | 0    | 0      | 1     | 1    |
| GBR    | 0    | 0      | 1     | 1    |
| Totaal | 3    | 3      | 3     | 9    |

Meervoudige medaillewinnaars
| Succesvolste           | Meervoudige |
| ---------------------- | ----------- |
| 1-1-0 Mathilde Gremaud |             |

## Gemengd

### Aerials team
| Editie | Goud | Goud                                                  | Zilver | Zilver                             | Brons | Brons                                      |
| ------ | ---- | ----------------------------------------------------- | ------ | ---------------------------------- | ----- | ------------------------------------------ |
| 2022   | USA  | Ashley Caldwell Christopher Lillis Justin Schoenefeld | CHN    | Xu Mengtao Jia Zongyang Qi Guangpu | CAN   | Marion Thénault Miha Fontaine Lewis Irving |

| Land | Goud | Zilver | Brons | Tot. |
| ---- | ---- | ------ | ----- | ---- |
| USA  | 1    | 0      | 0     | 1    |
| CHN  | 0    | 1      | 0     | 1    |
| CAN  | 0    | 0      | 1     | 1    |

## Clean sweeps
In onderstaand overzicht staan alle onderdelen waarop een land het volledige podium in beslag nam.
| Spelen | Onderdeel      | NOC | Goud                  | Zilver           | Brons          |
| ------ | -------------- | --- | --------------------- | ---------------- | -------------- |
| 2014   | Skicross (m)   | FRA | Jean-Frédéric Chapuis | Arnaud Bovolenta | Jonathan Midol |
| 2014   | Slopestyle (m) | USA | Joss Christensen      | Gus Kenworthy    | Nick Goepper   |

Calgary 1988 · 
Albertville 1992 · 
Lillehammer 1994 · 
Nagano 1998 · 
Salt Lake City 2002 · 
Turijn 2006 · 
Vancouver 2010 · 
Sotsji 2014 · 
Pyeongchang 2018 · 
Peking 2022 
Lijst van olympische medaillewinnaars